# 韓国日産
韓国日産株式会社（Nissan Korea Co., Ltd.）は日産自動車の韓国における販売を行っていた企業。事業所の存在していたソウル、釜山共々撤退済で現在はアフターサービスのみを展開する。
2015年9月現在の段階で、販売店が国内に18店舗（ソウル・江南区/瑞草区/木洞、済州道「プレミアオート」、大田広域市「ネオモーターズ」、釜山「SBモーターズ」など）しかないため、同じルノー傘下であり提携先でもあるルノーサムスン自動車のディーラー整備網も利用していた。

## 概要
2004年2月に設立。まずは米国をターゲットにしたブランド「インフィニティ」（朝: 인피니티、実際は「インピニチィ」という発音になる）をマーケットの状況と顧客の嗜好を検討した結果、2005年7月に韓国での販売をスタートさせ、その後、韓国の消費者の好みを予想し、多様性とライフスタイルの2点を強調した「日産」（朝: 닛산）ブランドを2008年11月より展開することになった。
その後、2015年4月にインフィニティ部門が独立法人化され、インフィニティコリアとして発足。

## 沿革
- 2005年7月29日 - 韓国国内で「インフィニティ」ブランドの販売を開始。Q45、G35、G35クーペ、M35/M45が投入された。
- 2005年9月 - インフィニティ・FX35/FX45の取り扱いを開始。
- 2007年10月9日 - 韓国国内への日産ブランド車の投入を発表。
- 2008年11月11日 - 韓国国内で日産ブランド車の販売を開始。ムラーノ、ローグが投入された[1]。
- 2009年2月16日 - アルティマの販売を開始[2]。
- 2009年7月14日 - GT-Rの販売を開始[3]（発売当初は35台限定販売、その後は通常販売に変更）。
- 2009年8月11日 - 370Zの販売を開始[4]。
- 2009年内にはキア・ソウルの対抗馬としてキューブ（北米市場と同じ1.8L MR18DE+フロアシフトを搭載）の投入も予定されていたが[5]、2011年夏期にずれ込んだ[6]。
- 2011年4月1日 - ソウルモーターショーにてキューブとリーフを出品。キューブについては8月をめどに発売を開始すると正式にアナウンスされ、同年8月9日に韓国国内で発売開始（事前予約は7月1日より）された。
- 2012年6月 - パスファインダーをベースとするクロスオーバーSUV・インフィニティ・JXの販売を開始。
- 2013年10月 - 小型SUV・ジュークの販売を開始。「S」「SV」の2グレードで、全車にMR16DDTを搭載[7]。
- 2013年12月17日 - パスファインダーを発売開始。
- 2014年11月11日 - キャシュカイを発売開始。同時に、ローグがラインナップから外れた。
- 2015年4月 - インフィニティ部門を独立法人化させ、インフィニティコリアを設立。韓国日産と袂を分かつ。
- 2016年5月16日 - 韓国国内全てのキャシュカイ（販売分814台+在庫分1.060台）が韓国環境省より排ガス不正と判断され、在庫分の5月中の販売停止と3億3千万ウォン（日本円で約3.000万円）の賠償金の支払いを求められると同時に、社長の菊池毅彦（当時）を近く刑事告発することを発表した[8]が、韓国日産側は、「世界一ディーゼル規制において厳しい欧州での基準をパスし、なおかつ韓国の基準（＝EURO5をパスする）にも適合させた上での販売である」とし、不正を否定している。
- 2020年6月3日 - インフィニティブランドと共に韓国市場からの撤退を表明[9]。2019年に日本製品不買運動が高まり販売量が減少していたこと[10]に加え、本社の2020年3月期連結業績の当期損益が6712億円の赤字に転落したことによる構造改革の一環[11]。但し、アフターサービスについては2028年まで提供する。

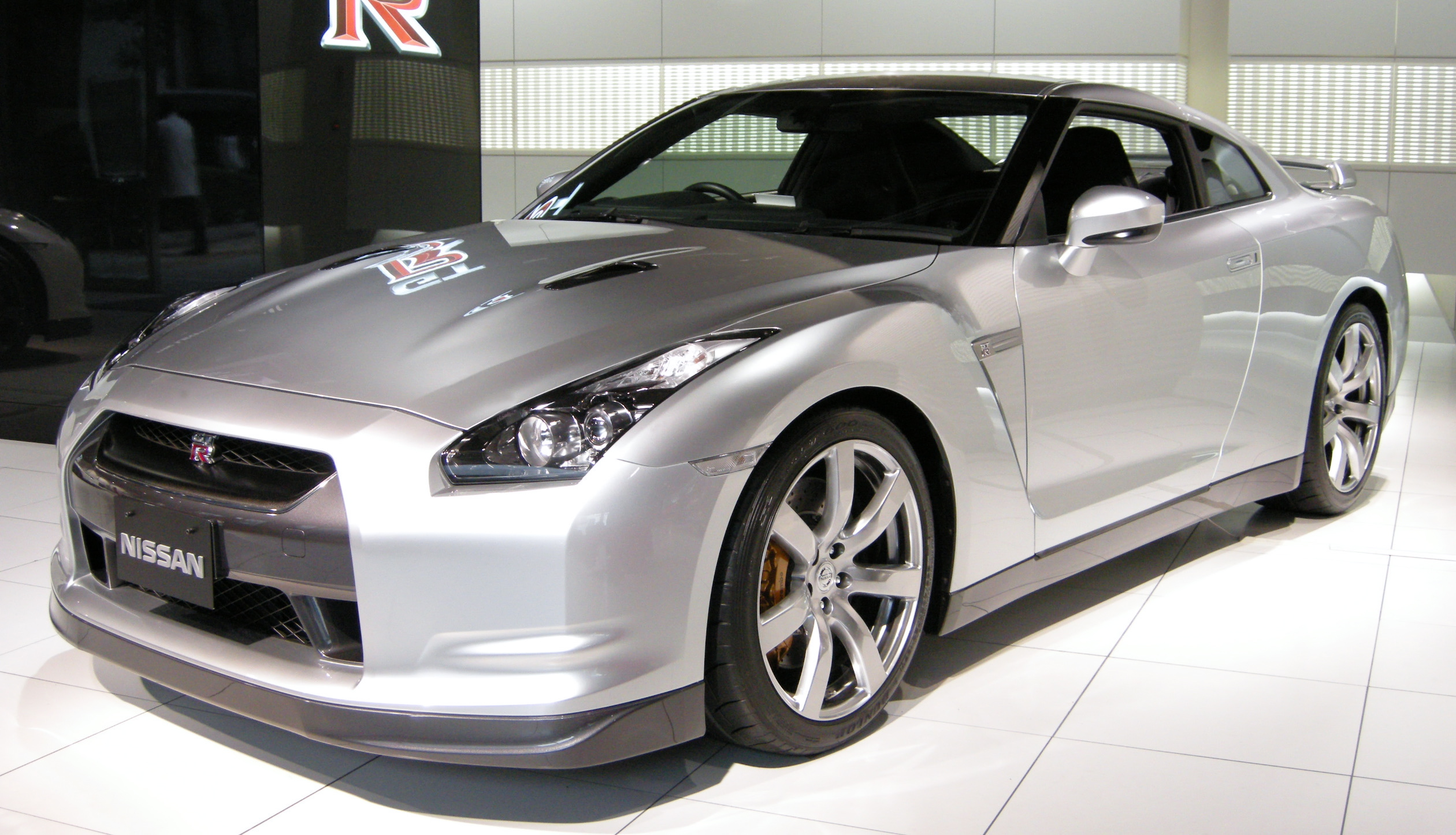
GT-R

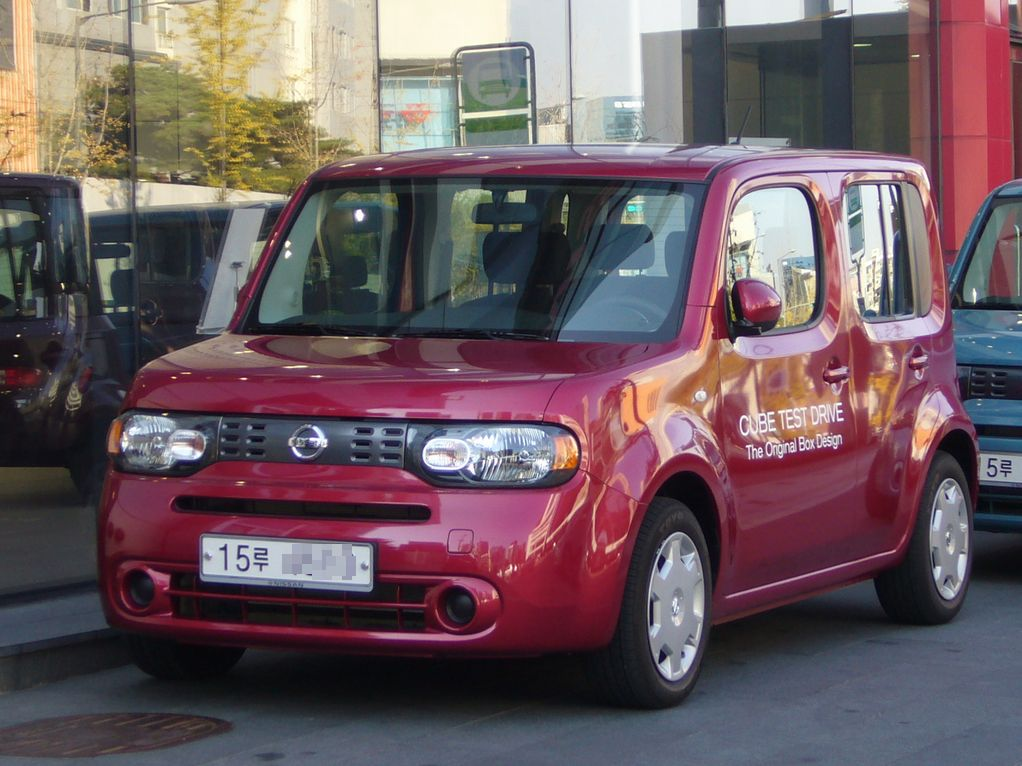
キューブ

## 取り扱い車種

### 販売終了分
- GT-R△
- 370Z（日本名：フェアレディZ、Z34）△
- キャシュカイ（캐시카이、発音的には「ケェシカイ」）□
- ローグ（로그）▲[12]
- エクストレイル（엑스트레일、T32）▲ ■
- ムラーノ（무라노、Z52）x
- パスファインダー（패스파인더、発音的には「ペェスハインド」、R52）○
- キューブ（큐브）●
- ジューク（쥬크、MR16DDTのみ）●
- マキシマ（맥시마、発音的には「メェクシマ」、A36）○
- アルティマ（알티마、発音的には「アルチマ」、L34）○
- リーフ（리프、発音的には「リプ(※ハングルには表記上、F音がない)」、ZE1）●

| マーク | 説明                                   |
| ------ | -------------------------------------- |
| △      | 栃木工場製                             |
| ▲      | 日産自動車九州製                       |
| ○      | 北米日産スマーナ工場製                 |
| ●      | 追浜工場製                             |
| ★      | 日産車体九州製                         |
| □      | 英国日産自動車製造サンダーランド工場製 |
| x      | 北米日産キャントン工場製               |
| ■      | ルノーサムスン自動車釜山工場製         |